# Gräf & Stift
Gräf & Stift (Ґреф унд Штіфт) — з 1901 року австрійський виробник автомобілів, автобусів і тролейбусів. Штаб-квартира знаходилася у Відні. У 1927 році компанія викуповує фірму Automobilfabrik Perl AG. У 1938 році компанія припинила виробництво легкових автомобілів. Тепер компанія належить корпорації MAN і називається MAN Nutzfahrzeuge Österreich AG.

## Компанія Gräf (1896—1901)
У Відні жили три брати Ґрефи: Карл, Франц і Генріх. У 1896 році Карл відкрив свою майстерню з ремонту велосипедів, незабаром до його бізнесу приєднався середній брат, і їхнє підприємство стало випускати велосипеди. Третій брат відкрив у 1898 році свою фірму — завод з механічної обробки виробів. У 1899 році Карл встановив на тандемний велосипед 1.75-сильний двигун De Dion, на якому Карл Вархаловский і Яків Дітріх взяли участь у змаганнях, організованих автомобільним і мотоциклетним клубом Відня. І хоча в класі мотоциклів переміг трицикл De Dion, транспортний засіб братів залишив позитивні враження про себе. Переміг, до речі, Арнольд Шпіц, з яким і знайомиться Карл Ґреф, був доволі великим автомобільним дилером у Відні, мав власні торгові площі, на яких продавалася продукція фірм Benz і De Dion-Bouton.

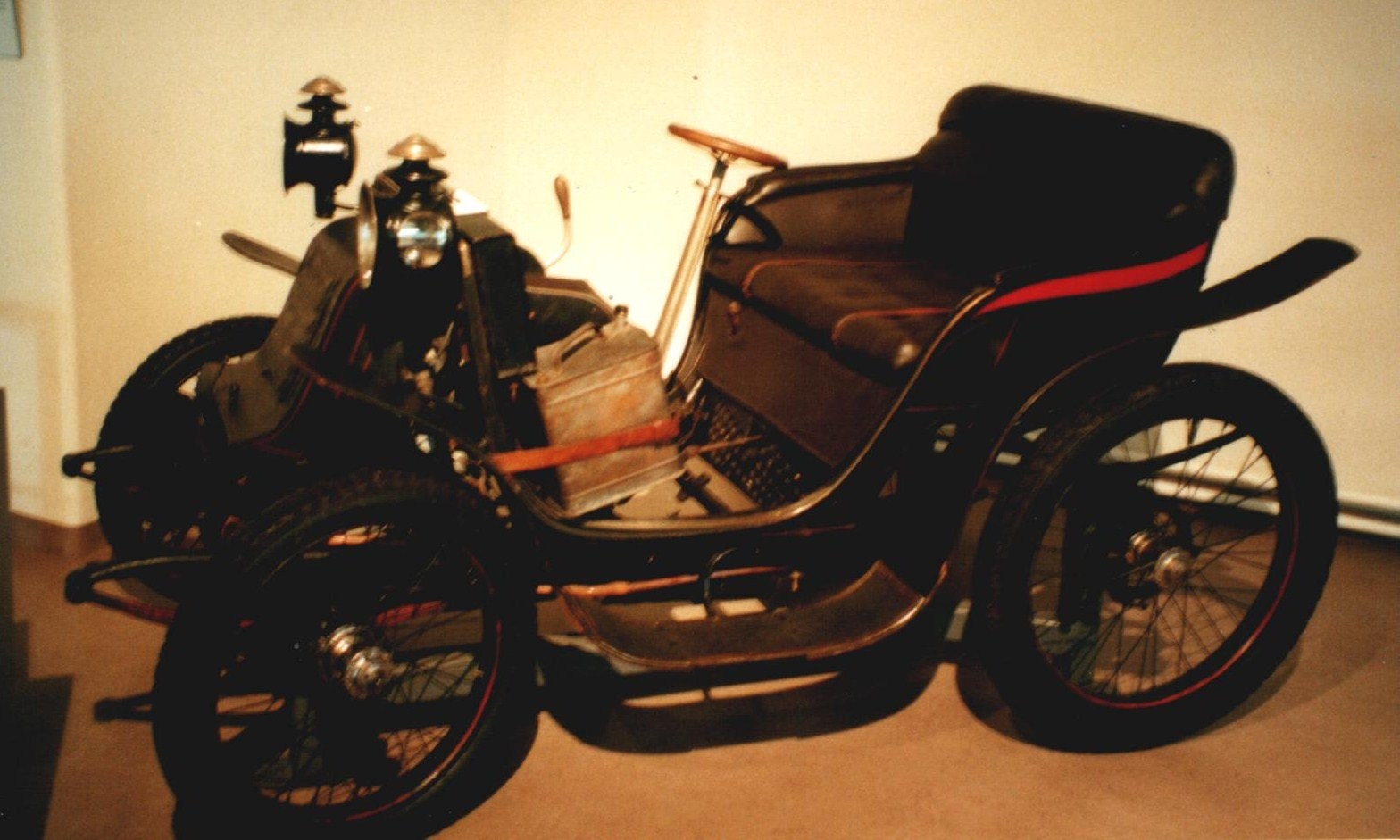
Gräf Frontantrieb 3½ PS

У 1898-1900 роках фірма братів будує за кресленнями Йозефа Кайнца (нім. Josef Kainz) свій перший автомобіль. Він примітний тим, що мав передній привід, вперше у світі; двигун водяного охолодження об'ємом 400 кубів від фірми De Dion розвивав 3.5 к/с і розташовувався спереду поперечно, корпус 2-ступінчастої коробки передач був виготовлений з алюмінію, привід коліс здійснювався через спеціальні з'єднання. Конструкцію швидко запатентували і незабаром побудували ще один такий же автомобіль із потужнішим двигуном. Одну з машин брати Ґреф виставили на Віденському автосалоні в 1901 році, який проходив у виставковому павільйоні Ротонда, де автомобіль здобув срібну медаль. Про надійність конструкції можна судити з того факту, що машиною щоденно користувался до 1914 року, а в робочому стані вона була аж до 1970-го.
Ця машина зацікавила одного місцевого підприємця — Вільгельма Штіфта, співвласника фірми O.H.G. August Braun & Comp, яка випускала автомобілі марки Celeritas. Переконавшись у якості прототипу, він вирішує створити спільну фірму з Карлом і Францем Ґрефами — Gräf & Stift, Automobilfabrik AG, яку зареєстрували першого листопада 1901 року.

## Компанія Gräf & Stift

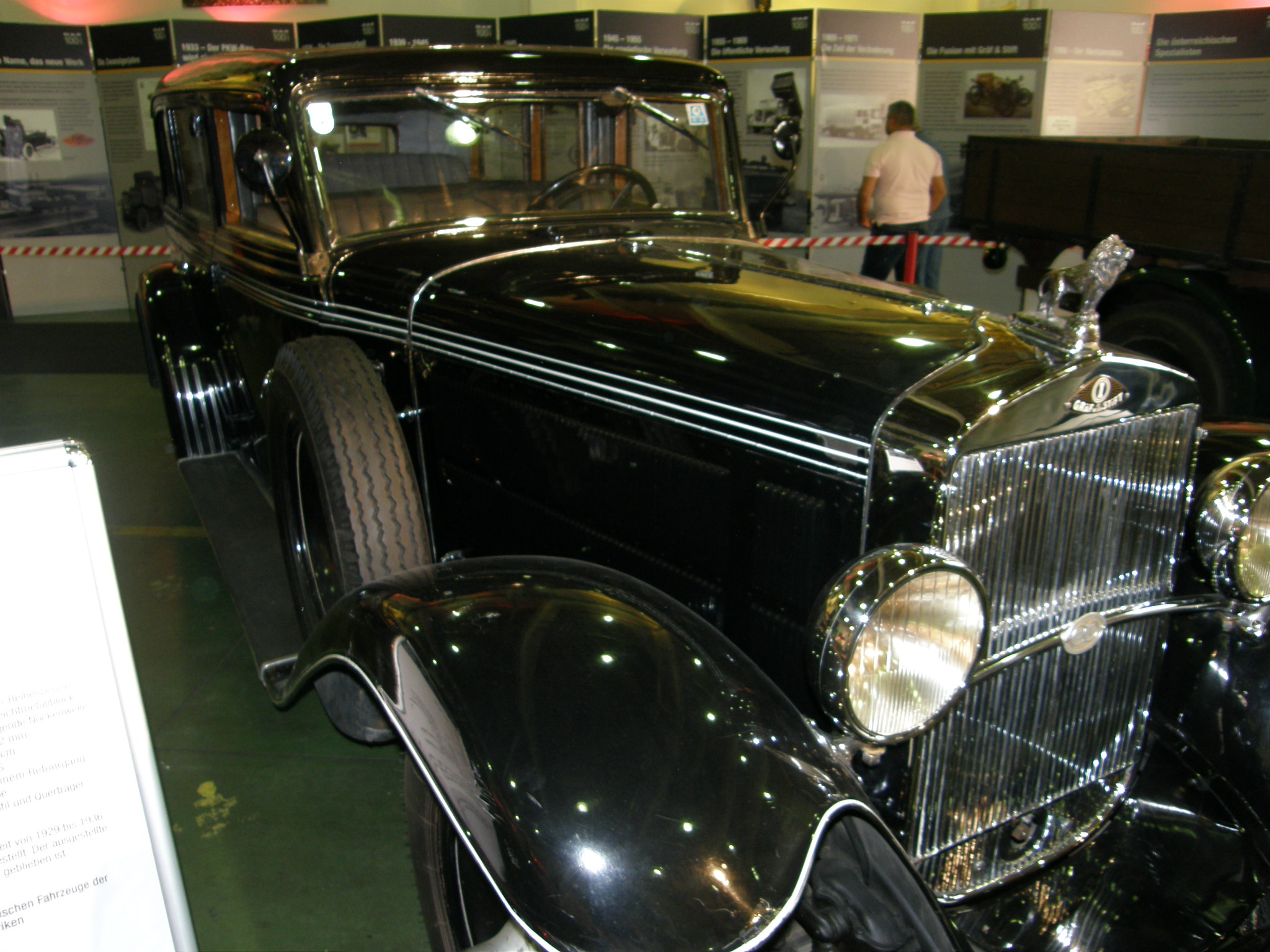
Gräf & Stift SР 8 Pullman-Limousine

Першим клієнтом фірми став уже згаданий Арнольд Шпіц, дилер із Відня,  для якого в 1902 році почали випускати автомобілі з його прізвищем на радіаторі. Автомобіль був розроблений Отто Ієронімусом, якого Шпіц переманив з Мангейма, тобто з фірми Benz. Перша машина — 12PS  —оснащувалася 1.4 л 1-циліндровим мотором, 4-ступінчастою коробкою передач, від якої крутний момент до заднього моста подавався за допомогою кардана, тобто це була дуже сучасна конструкція. Машина була перевірена на змаганнях, що проходили в Ексельберзі, де Ієронімус обійшов усіх конкурентів. Через рік конструктор і гонщик в одній особі будує більш потужний 24-сильний 4-циліндровий автомобіль для участі в гонках у Земмерінзі, де він і виграє. Таку ж машину собі замовляє граф Леопольд Коловрат, батько Олександра Коловрата — автогонщика і засновника австрійського кінематографа.
У 1904 році модель 12PS отримує 4-циліндровий мотор такого ж об'єму. У тому ж році Шпіц, бажаючи збільшити обсяг виробництва своєї продукції, просить Грефів розширити свої виробничі потужності — вони починають будувати завод у Деблінгу, вже в листопаді завод був готовий для початку виробництва. Проте всього через кілька місяців приходять неприємні новини: Шпіц вирішує перевести весь свій бізнес в іншу частину Австро-Угорщини — Угорщину, де він уклав контракт на виробництво автомобілів з фірмою Raaber Waggonfabrik. Але незважаючи на це, фірма Graf & Stift, Automobilfabrik AG продовжує в невеликій кількості випускати продукцію для Шпіца.

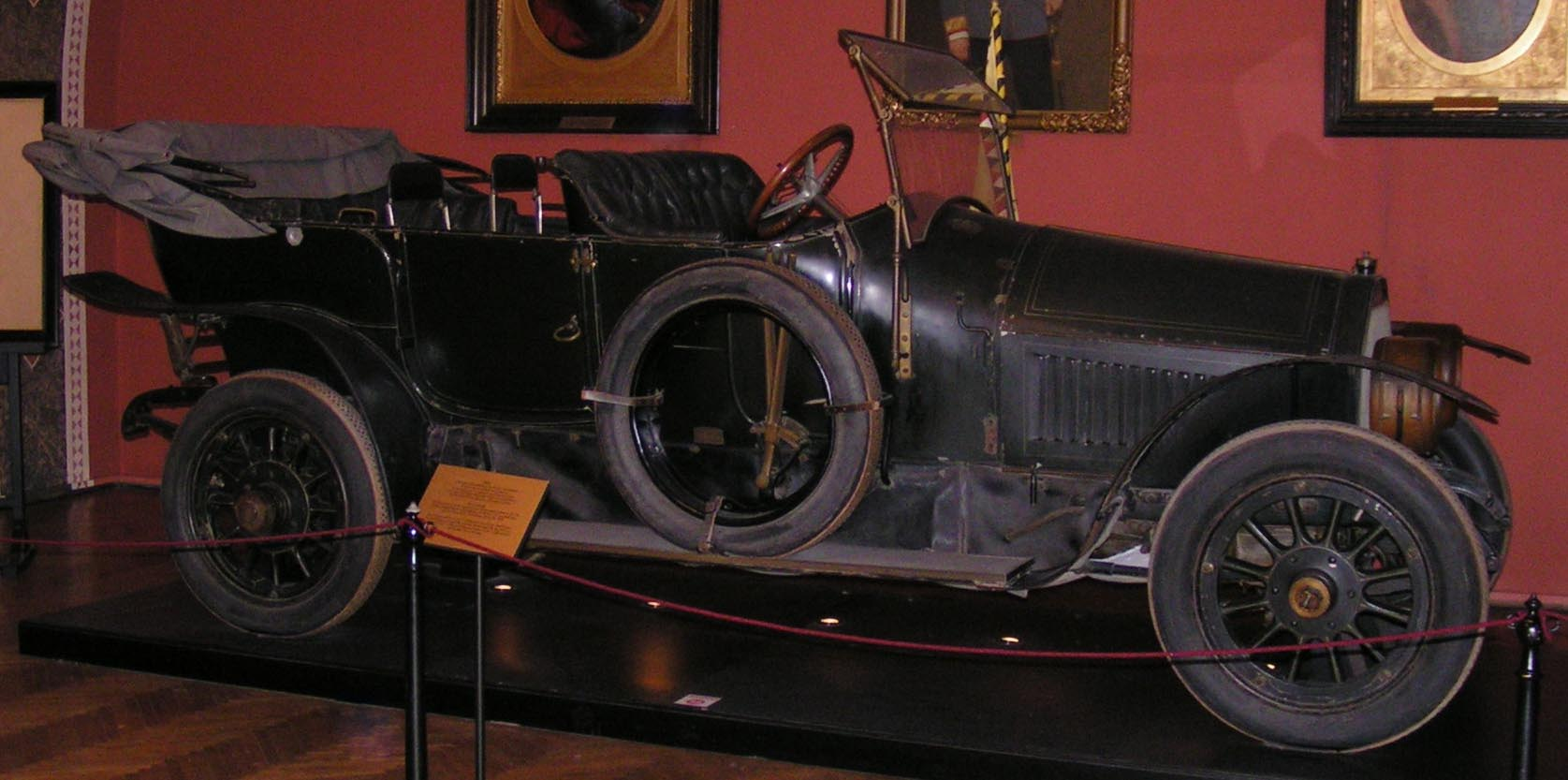
Gräf & Stift 28/32PS Doppel-Phäeton фон Харраха

У січні 1907 року Шпіц розорився і був заарештований, але Отто Ієронімус не залишився без роботи, а перейшов у Laurin & Klement, яка тепер відома як Skoda. Gräf & Stift була змушена виживати самостійно, тому асортимент фірми розширився за рахунок вантажних автомобілів, а також автобусів. Крім цього, брати вирішують вийти на ринок люксових автомобілів для аристократії, яка була змушена їздити на німецьких чи французьких автомобілях. Незабаром виходить ціла лінійка автомобілів з 4-циліндровими моторами об'ємами: 4.2, 5.8, 7.3 та 7.7 літра. 5.8 л модель 28/32PS була замовлена імператорським палацом замість Mercedes, на якому возили Франца Йосифа. 

Точно таку ж модель замовив собі Франтішек Марія Альфред Граф фон Харрах, тільки з кузовом подвійний фаетон. Саме він надав свій автомобіль ерцгерцогу Францу Фердинанду під час його візиту в Сараєво 28 червня 1914 року: він разом з дружиною Софією прибув поїздом до Сараєво, машина фон Харраха була другою в кортежі, сербські терористи з «Млада Босна» вирішили прибрати спадкоємця австрійського престолу, і один зі змовників кинув бомбу в кортеж, однак особистий водій фон Харраха — Леопольд Лойка побачив, що летить бомба, і дав газу. Бомба вибухнула перед наступною машиною, від вибуху загинув водій і були поранені Еріх фон Мерецці і граф Олександр Боос-Вальдек. Але, не дивлячись на «попередження», ерцгерцог вирішив відвідати міську ратушу і після цього вирушити до лікарні, щоб провідати поранених після замаху. Після відвідин ратуші був змінений маршрут, однак ніхто не попередив особистого водія фон Харраха — Леопольда Лойка, він поїхав по тому маршруту, про який йому сказали, проте коли губернатор Оскар Потіорек зрозумів, що вони звернули не туди, він закричав на водія, щоб той негайно гальмував і розвертався. Доки Лойка маневрував, до машини підскочив Гаврило Принцип, який вистрілив в ерцгерцога в упор. Однак Франц Фердинанд був живий, з рота в нього рясно полилася кров, Софія тільки встигла вигукнути: «О Боже, що з тобою сталося?» Після того вона обм'якла і впала на коліна ерцгерцога, фон Харрах, який сидів у середньому ряду разом з губернатором, подумав, що вона втратила свідомість від вигляду крові. Його Імператорська Високість промовив: «Софі, Софі, не вмирай. Живи, будь ласка, заради наших дітей!» Тоді фон Харрах переліз через сидіння і запитав у спадкоємця престолу, як він себе почуває, на що той відповів, що нічого страшного, причому він повторив це кілька разів, кожен раз дедалі тихіше й тихіше, поки востаннє не прохрипів і забився в конвульсіях (зі спогадів самого фон Харраха). Лойка мчав до резиденції губернатора, коли прибули на місце, то виявилося, що машина привезла два трупи, бо Софія була вбита пострілом того ж Принципа і померла моментально. До речі, саме Лойка відправив телеграму імператору Австро-Угорщини про інцидент. Після цього почалися відомі події, тобто Перша світова війна.

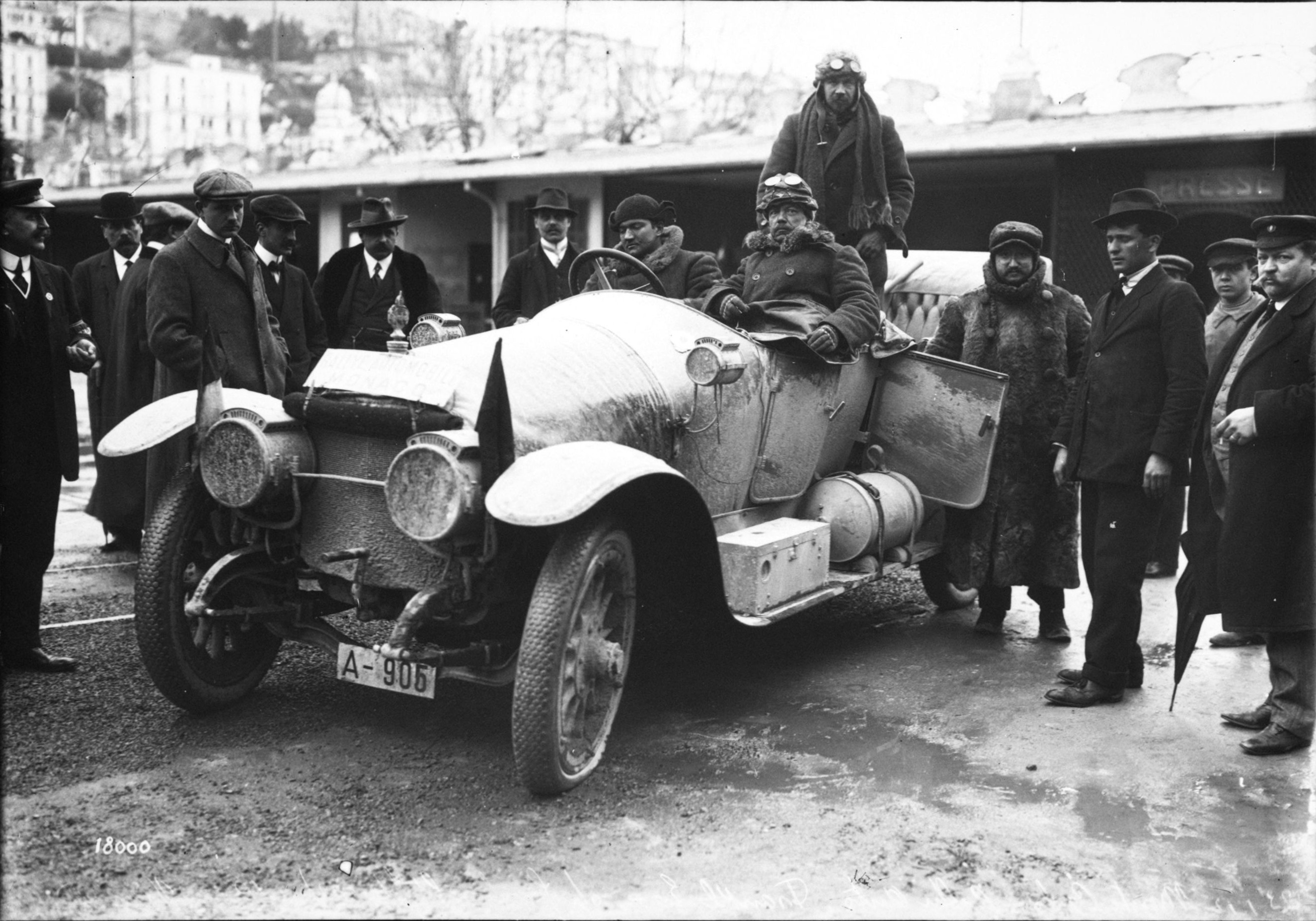
Gräf & Stift 40/45PS Phäeton

Ще до початку військових дій імператорський двір передав фірмі нове замовлення — модель 40/45PS з 7.3-літровим мотором, який був аж на 10 сил могутнішим попередньої «імператорської» машини. Цю машину замовив Франц Фердинанд, а після його смерті на неї пересів його наступник — Карл, який і втік після поразки у війні з Австрії до Швейцарії на цій машині. Під час війни фірма випускала вантажні автомобілі, санітарні машини й автобуси, тим самим залишаючись на плаву, причому в 1917 році довелося розширювати свої виробничі потужності.
Після війни фірма продовжувала виробництво тільки комерційного транспорту — до 1920 року, поки нарешті не з'явилася легкова модель VK 1. Це була машина середнього класу з 1.9 л 4-циліндровим мотором потужністю всього 20 к/с, трансмісія в машини була 4-ступінчастою, конструктором цієї і подальших машин був Фріц фон Солнай. Через рік, не дивлячись на те, що фірма позбулася своїх головних замовників у вигляді імператорської сім'ї, випускають нову модель вищого класу. Модель SR 2 мала 6-циліндровий 7.7 л двигун потужністю 75 к/с, зовні вона була практично ідентична Rolls-Royce, яким під час війни користувалися вищі чини генерального штабу. Однак британці пред'явили свої претензії і дизайн довелося переглянути до кінця 1923 року, після судової тяганини нова машина отримала індекс SR3; крім нового дизайну, вона оснащувлася потужнішим мотором, який видавав уже 90 к/с.

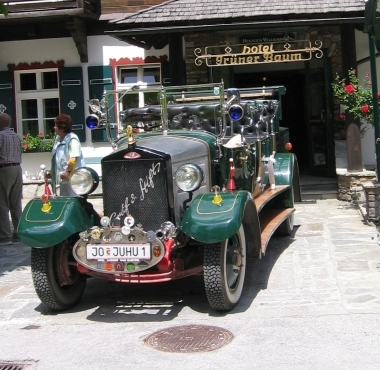
Gräf & Stift S 3

Крім неї, з'явилася проміжна між молодшою і топовою моделлю машина — SP 5, з 3.9 л 70-сильним мотором, який мав верхній розподільчий вал, на відміну від попередніх моделей. У 1925 році виходить у світ ще одна машина, яка займає тепер проміжне положення між SR 3 і SP 5 — S 3, під капотом якої розташувався 6-літровий 6-циліндровий двигун з нижнім розподільчим валом і верхнім розташуванням клапанів, що приводяться в дію через коромисла; потужність цієї машини дорівнювала всього 80 к/с, але майже 2 т лімузин міг розвивати швидкість до 120 км/год, це була доволі дорога машина, і коштувала вона як компресорний 140-сильний Mercedes 24/100/140PS, на якому, наприклад, їздив президент Німеччини Гінденбург або король Афганістану Абдулла-хан.
У 1926 році модель VK модернізується, фон Солнай готує новий мотор об'ємом 1.95 л і потужністю 30 к/с, цей мотор відрізняється верхнім розташуванням клапанів, крім того, на машину встановили гальма всіх коліс системи Перро.
Оновлення торкнулося і моделі SR 3, яка отримала індекс SR 4: об'єм мотора залишився колишнім — 7749 кубиків, але потужність зросла з 90 до 110 к/с, а все завдяки верхньому розташуванню клапанів. З кузовом лімузин машина могла розганятися до 110 км/год, але в спортивному варіанті — аж до 160 км/год. Така модель перемогла в марафоні Берлін-Відень.
Через рік в лінійці SP з'являється ще одна версія — SP 7, яка має мотор об'ємом у 7.1 літра і потужністю в 120 сил. Цього ж року фірма братів викуповує фірму Automobilfabrik Perl AG, яка займалася виробництвом малолітражних автомобілів, її потужності стали використовуватися для спорудження комерційного транспорту під маркою Perl. У 1928 році припиняється виробництво топової моделі — SR 4, до цього часу було продано всього близько 200 автомобілів з 7.75 л мотором, починаючи з 1921 року. Восени 1928 року на Віденській виставці був показаний новий автомобіль, який пішов у виробництво тільки в 1930 році, це був перший австрійський автомобіль з блоком двигуна, виготовленим з алюмінієвих сплавів, а якщо точніше, то з силуміну, знімна головка була чавунною. Сам верхньовальний мотор мав об'єм у 5.9 л і 8 циліндрів у ряд, видавав він 125 к/с при 3000 об/хв. Коробка передач машини була чотириступінчастою, її важіль розташовувався на кермовій колонці, а включалися вони за допомогою вакуумного підсилювача, гальма з гідравлічним приводом також мали підсилювач. SP 8 була дуже дорогою і шикарною, кожну машину робили за індивідуальним замовленням і просто так їх у салонах побачити було не можливо, кузова поставляли клієнтам найкращі австрійські кузовщики, типу Armbruster, Kellner і Jech, саме з цієї моделі цю австрійську марку стали називати австрійським Rolls-Royce.

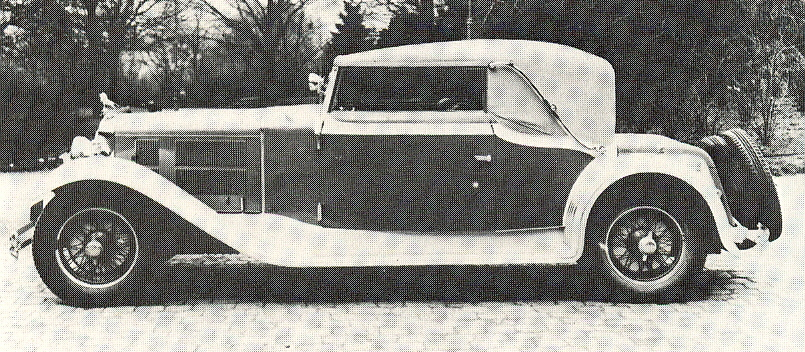
Gräf & Stift SP 5 Kabriolet

У 1930 році модель SP 5 додала в потужності 5 к/с і тепер її мотор видавав 75 к/с, але з каталогів зникла модель VK 2, а роком раніше припинили випускати SP 7, через рік пропадає і модель S 3, тим самим клієнтам пропонується всього дві моделі: SP 5 і SP 8. У цей же час фірма починає будувати дизельні мотори для своїх вантажівок і автобусів, до речі, в травні 1931 року за маршрутом Відень — Будапешт виходять перші автобуси вагонного компонування, автором яких був Йозеф Греф, син Карла.

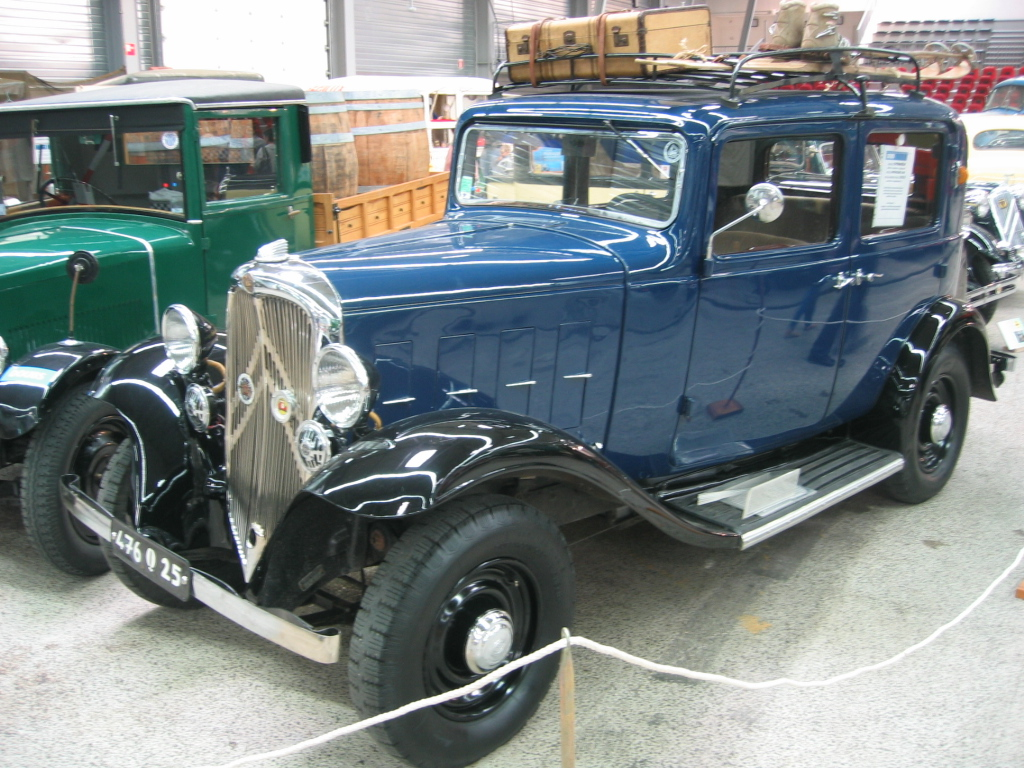
Citroen Rosalie 15CV, точно такий автомобіль випускали під назвою Gräf & Stift MF 6

У 1933 році фірма купує ліцензію у фірми Citroen на виробництво моделі Rosalie 15CV з 2.75 л 6-циліндровим мотором: машина мала задній привід і 3-ступінчасту коробку передач, гальмівна система мала підсилювач. Австрійці стали першими, хто купив ліцензію у фірми Citroen, проте комплектуючі не стали ввозити із Франції, а виготовляти все на власних потужностях, включаючи трансмісію з двигунами. Моделлю MF 6, як її назвали, користувався сам Йозеф Греф, який, крім іншого, брав участь у гонках на ній; ця машина також була службовою у віцепрезидента Австрії — Ернста Рідігера герцога Штаремберга.

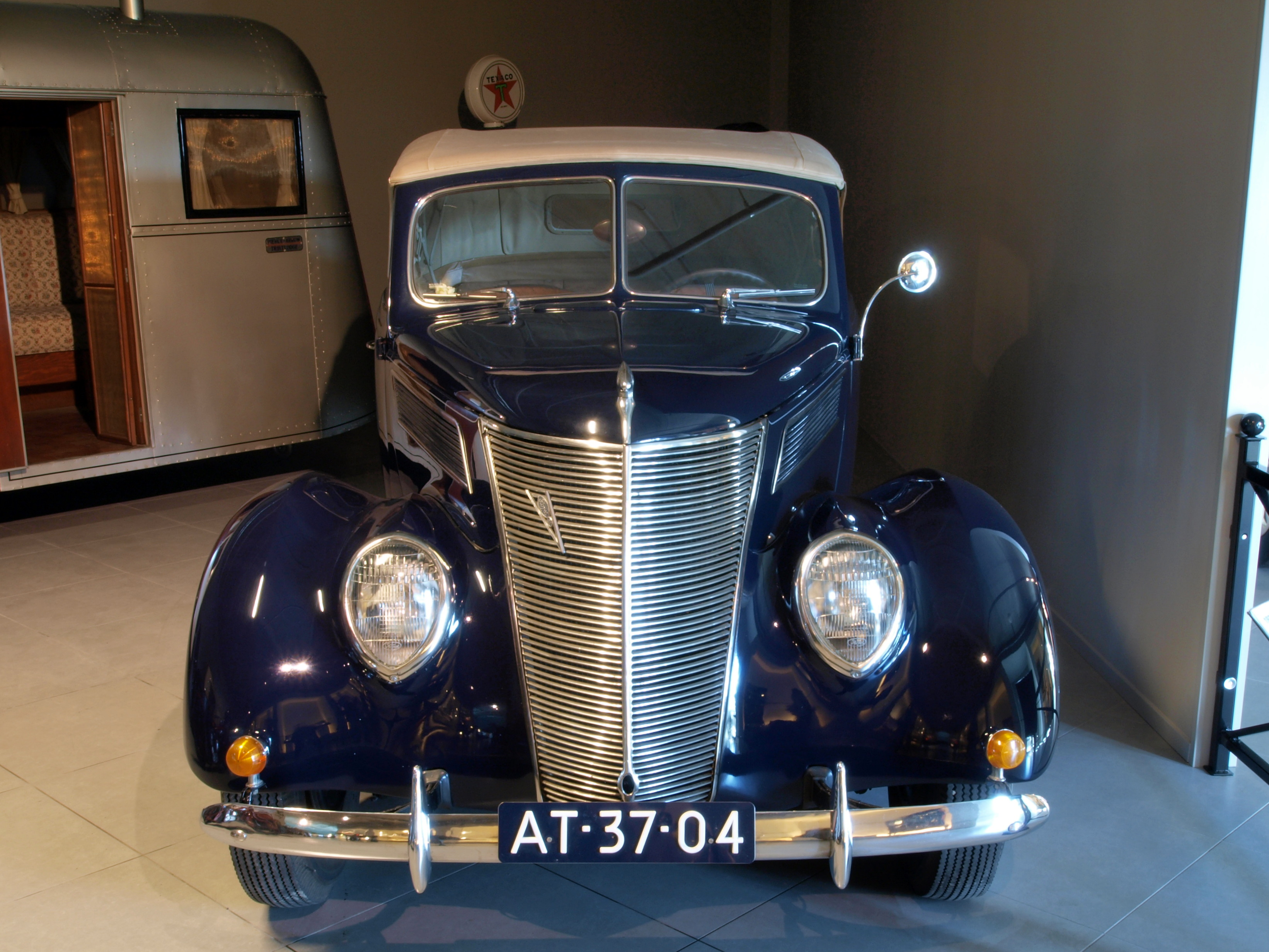
Gräf-Ford V8 Kabrio

У 1934 році модель SP 5 оновлюється — мотор додав у потужності до 85 к/с, тепер машина носить індекс SP 6, але вже наступного року її виробництво припиняється, єдиною 6-циліндровою легковою машиною стає ліцензійна французька машина, власну 6-циліндрову модель змінює новий автомобіль — G 35 з рядною вісімкою об'ємом 4.6 л і потужністю 110 к/с, база цієї машини виявилася коротшою, ніж у попередника, і становила 3.5 м (мінус 0.16 м), через рік машина отримує новий індекс — G 36, при тому що жодних змін у конструкції або дизайні не відбулося. У 1936 році, після того як кооперація з французькою фірмою не принесла очікуваних плодів (замість 500 машин фірма змогла реалізувати тільки 150 автомобілів моделі MF 6), Грефи знаходять нового партнера — німецьке відділення фірми Ford. Машина Gräf-Ford V8 на 75 % збиралася з австрійських комплектуючих, щоб вкластися в податкові рамки, під капотом можна було знайти той же 3.6 л V8 потужністю в 90 к/с, від німецьких машин вони відрізнялися власними кузовами, зробленими за австрійським стилем.

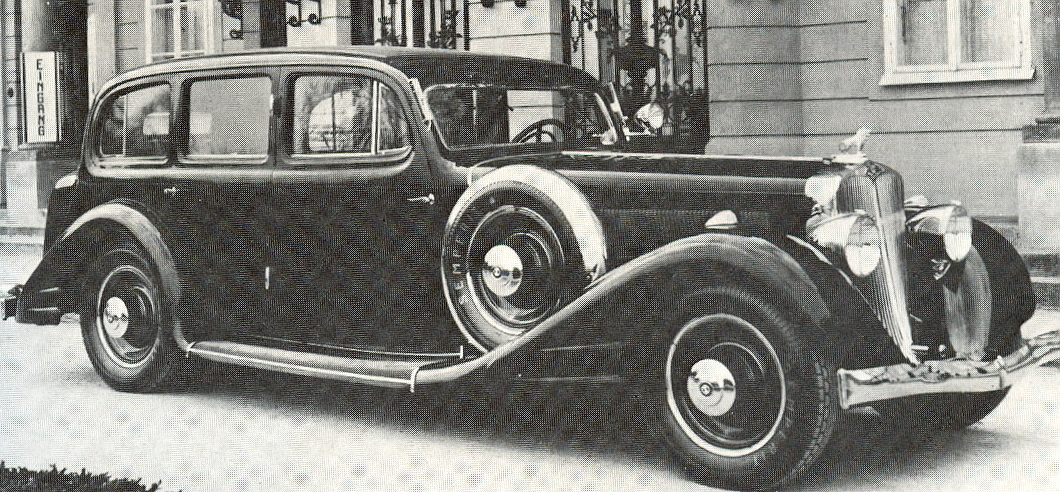
Gräf & Stift SP 8/SP 9 Pullman-Limousine

У 1936 році купується ще одна ліцензія, цього разу у фірми Daimler-Benz AG, на виробництво дизельних моторів для своєї комерційної продукції. У 1937 році модель SP 8 перейменовується в SP 9, при чому ніяких інновацій не відбувається, і технічна начинка, і кузов залишаються колишніми; цього ж року припиняється виробництво Ford V8, бо машина не мала попиту в австрійців, хоча й розходилася куди кращими темпами, ніж модель MF 6: за рік їх реалізували в кількості 150 штук.

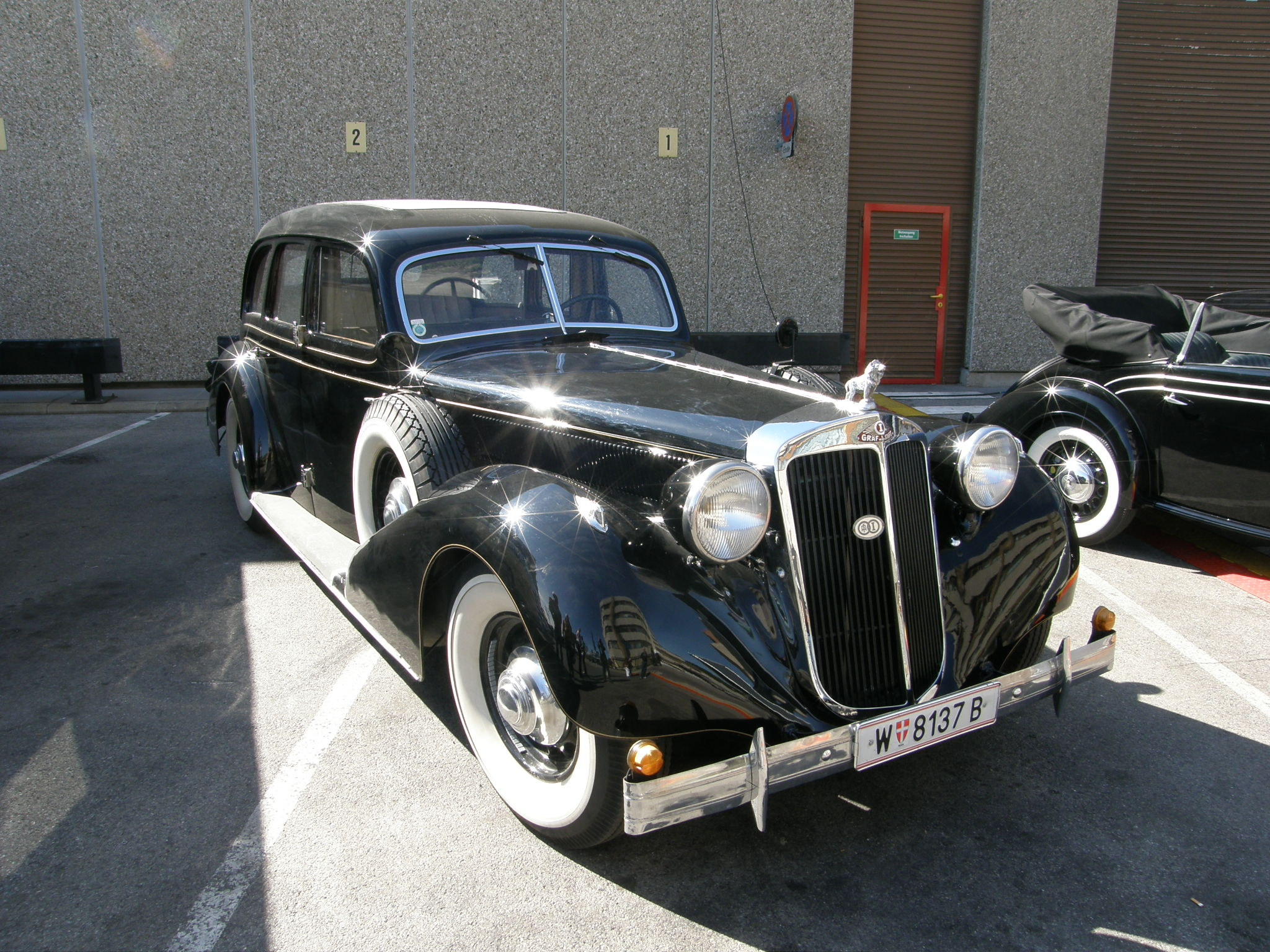
Gräf & Stift C 12 Pullman-Limousine

У 1938 році модель G 36 перейменовується в G 8, в тому ж році будується автомобіль моделі С 12 з 4.4-літровим V12 під капотом, запозиченим у Lincoln. У різних джерелах зустрічається об'єм 4 л або 6 л, проте таких моторів не було в Lincoln, зате був 4.4 л Flathead від моделі Zephyr, якраз потужністю 110 к/с, цифра, яка фігурує в усіх даних, мотор з'єднали з 4-ступінчастою коробкою передач фірми ZF. Цей автомобіль був подарований фірмою канцлеру Австрії — Курту Алоїсу Шушнігу, до речі, його і заарештувало гестапо, коли він їхав у цій машині, було це на другий день після аншлюсу.

## Припинення виробництва легкових автомобілів
З приєднанням Австрії до Німеччини курирувати справи фірми став полковник фон Шелл, хоча фактичним власником залишалася сім'я Греф. Фон Шелл наказує припинити виробництво легкових автомобілів і випускати тільки вантажівку моделі V 7 і автобус S 6, хоча не забороняє продаж решти на складах легкових автомобілів, а для того, щоб фірма справлялася з поставками для вермахту, фон Шелл збільшив штат працівників у п'ять разів, з 300 чоловік до 1500. У квітні 1939 року помирає Карл Греф, в лютому 1940 року — його брат Франц, і в листопаді 1943 року — останній з братів — Хенрік, главою фірми стає Йозеф Греф, під час війни асортимент заводу розширюється для потреб вермахту гусеничним транспортом, який випускається за ліцензією фірми Steyr-Werke.

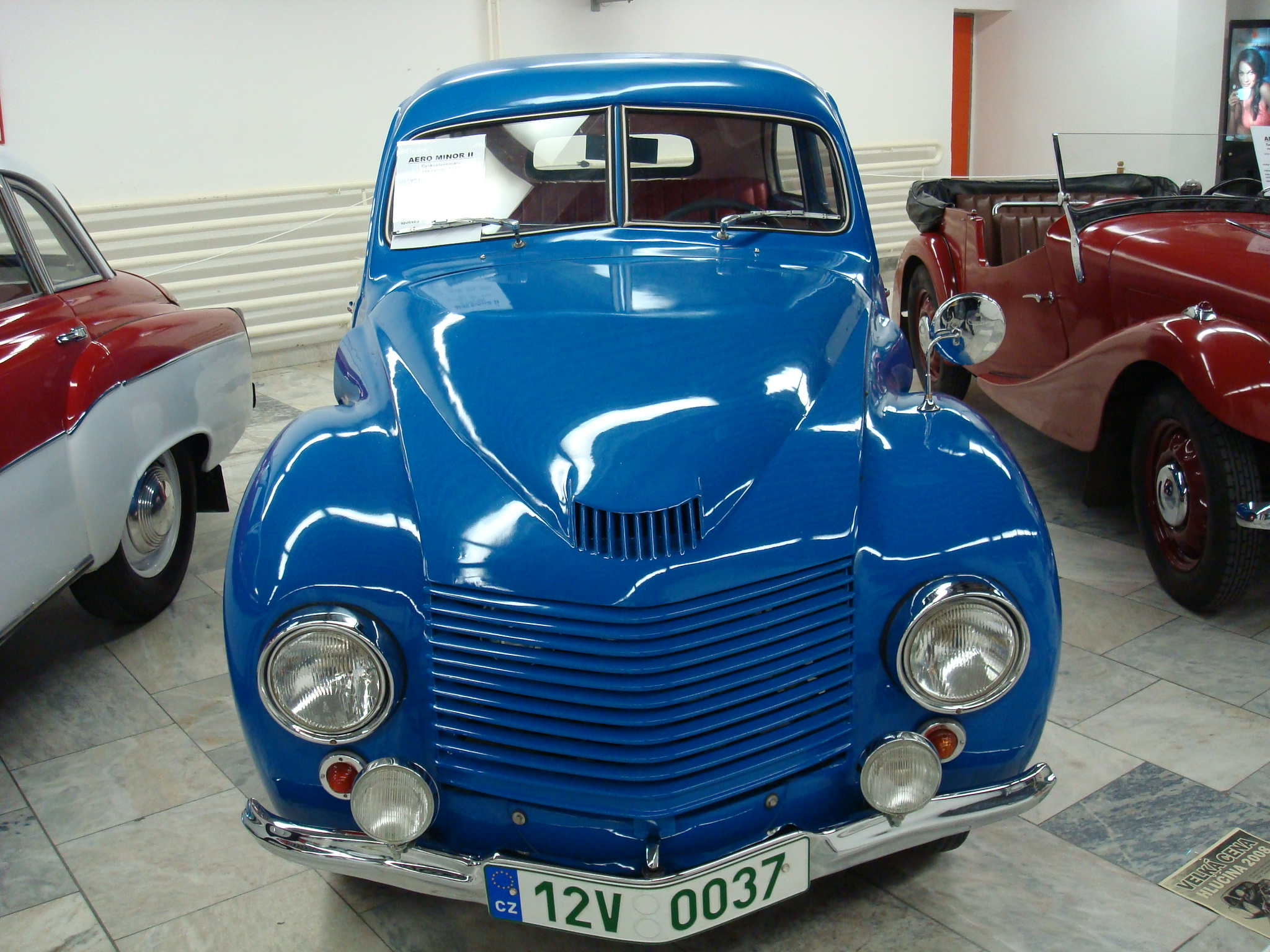
Aero Minor II STW

Під час звільнення Австрії кузовний завод фірми був зруйнований бомбардуваннями, головний завод у Деблінгу виявився в російській зоні (Відень був поділений на чотири зони переможців), і з 1200 верстатів на території заводу залишилося всього 24 верстати, інші були вивезені в СРСР. У 1945 році фірма відновлює виробничу програму вантажівок і автобусів, у 1948 році на ринок виходить перший тролейбус фірми. У травні 1949 року фірма починає випускати за ліцензією чеські Aero Minor II з кузовами універсал, побудованими із застосуванням дерев'яних панелей. Виробництво цих універсалів тривало до 1950 року. До речі, під капотом цих крихіток були 615-кубові двотактні двигуни.

## Злиття з компанією ÖAF. Компанія ÖAF-Gräf & Stift AG у власності MAN. Продаж російських автомобілів Lada
У середині 50-х років фірма будує двотактні дизельні мотори V4 і V6, які застосовуються на власних вантажівках і автобусах, а також продаються фірмі Ford Köln AG. Однак ці мотори виявилися настільки ненадійними, що Gräf & Stift відмовляється від їх виробництва на користь ліцензійних Daimler-Benz, а німецькому відділенню фірми Ford і зовсім довелося припинити виробництво вантажних автомобілів, оскільки їхній імідж було ґрунтовно зіпсовано. При цьому Gräf & Stift був піонером у деяких областях. Так, наприкінці п'ятдесятих фірма першою оснастила автобуси АКПП, розмістила двигун під підлогою салону в автобусах, а також випускала кузови для вантажівок і автобусів з легких алюмінієвих сплавів. Але, не дивлячись на виробництво і стабільний збут автобусів, тролейбусів, кузовів для трамваїв і фунікулерів, грошей постійно бракувало й доводилося брати кредити, у підсумку фірма вже не могла встояти самостійно на ногах, і в лютому 1971 року відбувається злиття з фірмою Österreichische Automobil Fabriks-AG (колишній Austro-Fiat). ÖAF веде своє коріння з 1907 року, в середині 20-х фірма припинила виробництво легкових автомобілів і стала займатися виробництвом вантажівок і автобусів. Після війни фірма, яка також виявилася в зоні радянської окупації, стала поставляти в СРСР автобуси і вантажні автомобілі як репарації, а з 1958 року ÖAF дозволили продавати радянські МЗМА «Москвич», однак, коли СРСР ввели свої танки в Чехословаччину, то продажі цих автомобілів різко пішли вниз. Після об'єднання двох фірм компанія стала називатися ÖAF-Gräf & Stift AG, але вже в липні 1971 року її викуповує фірма MAN AG. Новий власник поставив у пріоритет вантажні автомобілі, а під маркою Gräf & Stift випускалися тролейбуси, автобуси, спеціальний транспорт, а також армійські вантажівки. У 2001 році ÖAF-Gräf & Stift AG була перейменована в MAN Sonderfahrzeuge AG, а в 2004 році фірму знову переінакшили, і вона стала називатися MAN Nutzfahrzeuge Österreich AG.

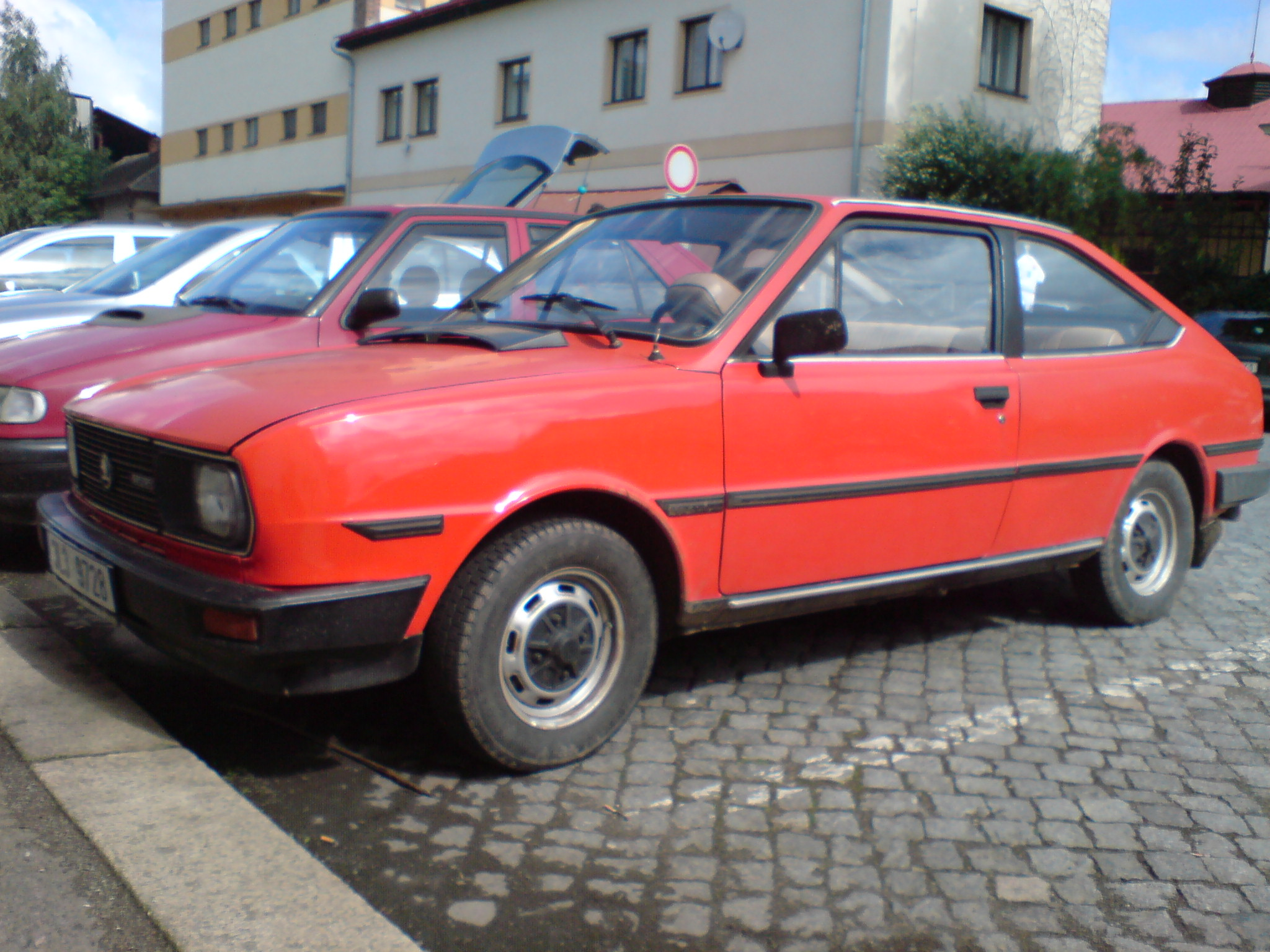
Škoda Garde

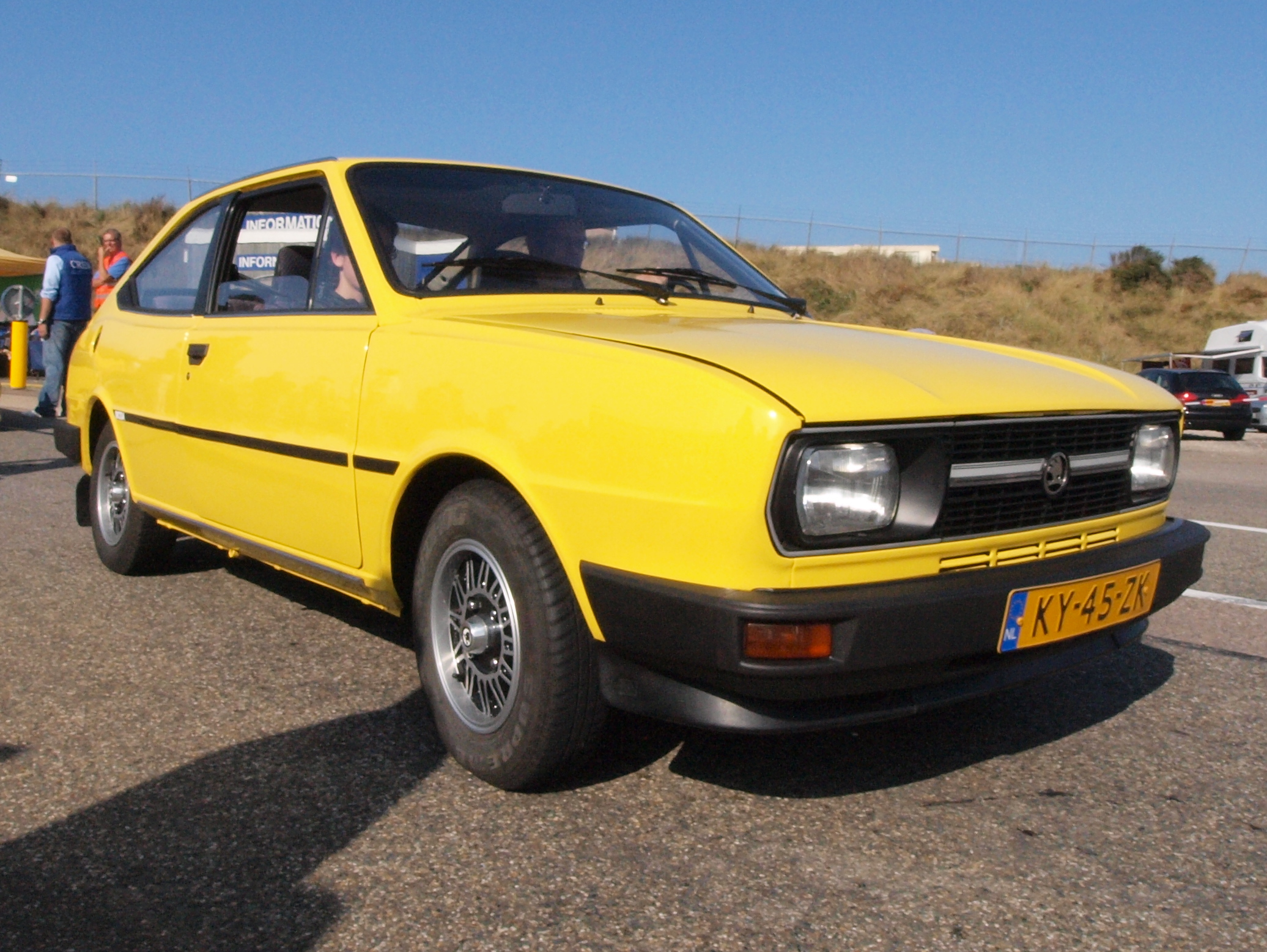
Škoda Rapid Coupe

Але, не дивлячись на те, що фірма ÖAF-Gräf & Stift AG належала вантажній фірмі MAN, займалася вона і продажем легкових автомобілів. Так, у 1972 році почався продаж радянських ВАЗ 2101 під найменуванням Lada RL, пізніше, коли з'явилися ВАЗ-2121 «Нива», то їх стали продавати в Австрії як Lada Taiga, і перші роки саме Lada Taiga була лідером австрійського ринку серед позашляхових автомобілів. У 1982 році фірма викупила право на продаж автомобілів Škoda у фірми F.M. Tarbuk & Co, яка сама вела свій бізнес з 1920 року і до війни продавала автомобілі марок DKW, Horch, Audi, Wanderer і Mathis, а також декілька вантажних марок. Після війни ця фірма вже представляла інтереси 48-ми компаній в Австрії. ÖAF-Gräf & Stift AG не тільки стали продавати автомобілі Škoda, а й пропонувати для них зовнішній тюнінг, особливо для варіанту з кузовом купе — Garde, на базі якого було збудовано і 20 кабріолетів.
Технічно ці машини нічим не відрізнялися від заводських, той же 1.2 л мотор потужністю 55 к.с., розташований ззаду, в 1988 році фірма стала продавати автомобілі марки Chrysler, поки нарешті в 1993 році легкове відділення фірми ÖAF-Gräf & Stift AG не було реорганізовано і перейменовано в AC Austro-Car. Однак вивіска Gräf & Stift існує донині, бо існує компанія RSV Lada ÖAF Gräf & Stift.

## Список легкових автомобілів Gräf & Stift
- 1900 — Gräf Frontantrieb
- 1908 — Gräf & Stift 28/32PS
  - Gräf & Stift 40/45PS
- 1920 — Gräf & Stift VK 1
- 1921 — Gräf & Stift SR 2
- 1924 — Gräf & Stift SR 3
  - Gräf & Stift SP 5
- 1925 — Gräf & Stift S 3
- 1926 — Gräf & Stift SR 4
  - Gräf & Stift VK 2
- 1927 — Gräf & Stift SP 7
- 1930 — Gräf & Stift SP 8
- 1934 — Gräf & Stift MF 6
- 1935 — Gräf & Stift G 35
- 1936 — Gräf & Stift G 36
  - Gräf-Ford V8
- 1937 — Gräf & Stift SP 9
- 1938 — Gräf & Stift G 8
  - Gräf & Stift C 12